# Antiangoreux

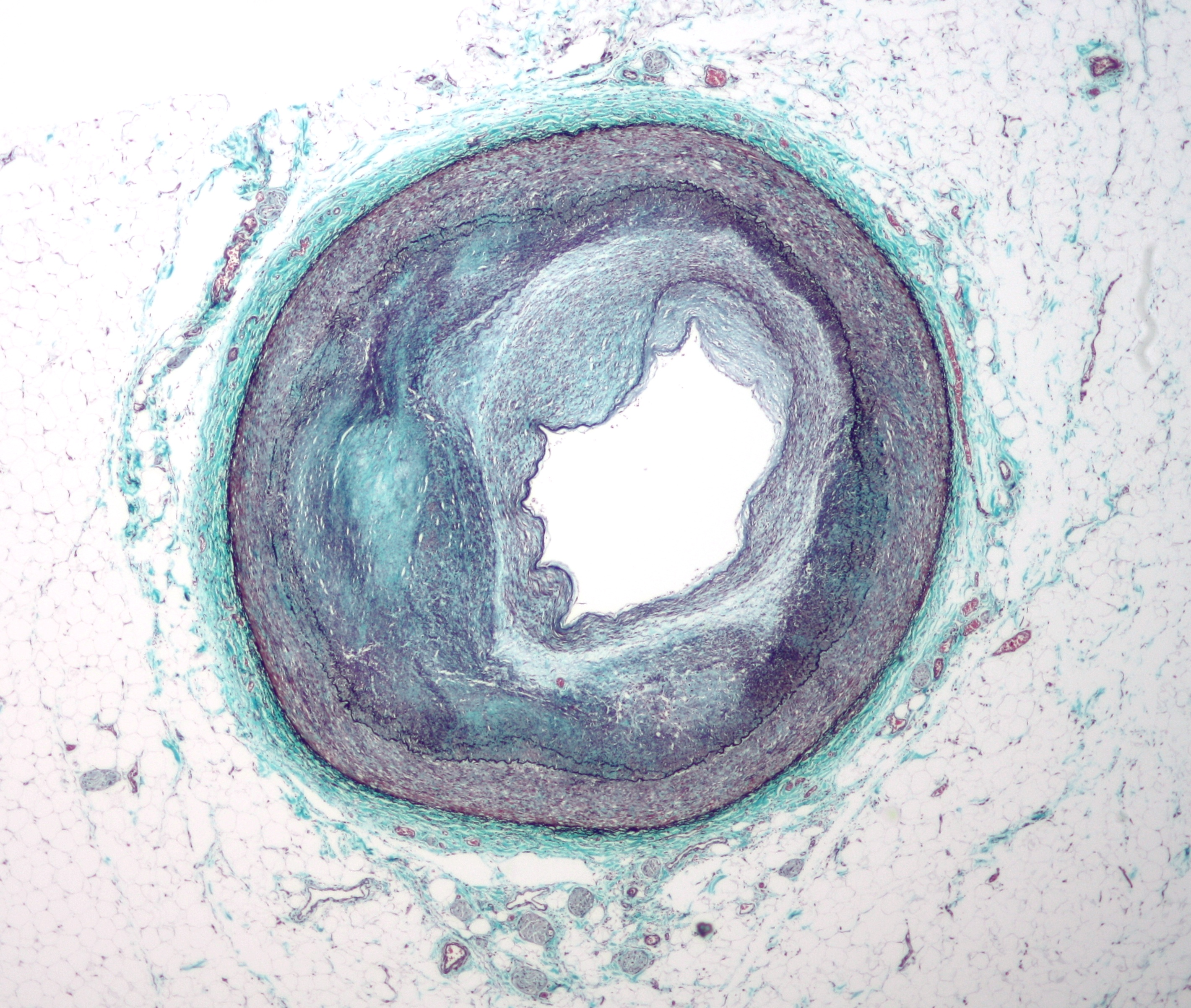
Atherosclerose

Un antiangoreux (ou anti-angoreux) est une substance employée comme médicament dans le traitement symptomatique des cardiopathies ischémiques (angor ou angine de poitrine). La catégorie des antiangoreux regroupe des médicaments qui appartiennent à des classes chimiques très différentes. Le terme d'anti-angineux est synonyme.
Le chef de file historique des antiangoreux est et reste la trinitrine  médicament d'urgence de la crise douloureuse d'angine de poitrine et qui appartient à la classe des dérivés nitrés. 
Le but du traitement par les antiangoreux est d'améliorer le rapport entre le besoin en oxygène du muscle cardiaque et la disponibilité en oxygène. Le mécanisme d'action des dérivés nitrés est de produire une forte vasodilatation des coronaires et donc d'augmenter la disponibilité en oxygène, celui des bêta-bloqueurs est de ralentir le rythme cardiaque et donc de diminuer les besoins du myocarde en oxygène, celui des inhibiteurs calciques est de diminuer la post-charge et de relâcher la fibre myocardique , celui des activateurs des canaux potassiques est antispasmodique, vasodilatateur des veines (et donc baisse de la pré-charge) et des artères coronaires.
Le traitement de la crise angineuse fait principalement appel aux dérivés nitrés (trinitrine, nitrate d'isosorbide) qui peuvent être administrés par voie perlinguale ou pulvérisation buccale, alors que le traitement de fond de l'angine de poitrine fait appel aux dérivés nitrés d'action prolongée ou aux molécules anti-angineuse des autres catégories chimiques comme les antagonistes calciques, bêta-bloqueurs, bradycardisants etc.
Les voies d'administration sont variées : per os, percutanée (patch), intraveineuse ou intracoronaire dans le but de calmer instantanément la crise d’angine de poitrine (en curatif) ou d'empêcher sa survenue (en préventif).

## Mode d'action des antiangoreux
L'action des antiangoreux a pour objectif de diminuer les symptômes tout en prévenant le risque de complications cardiovasculaires (infarctus du myocarde). Les antiangoreux, comme les beta-bloquants, en réduisant les besoins du cœur en oxygène. Les inhibiteurs calciques, quant à eux, dilatent les artères coronaires.

### Note
1. ↑  En chimie elle porte le nom de nitroglycérine et est connue pour son instabilité et son usage comme explosif.